# Gli ultimi testimoni

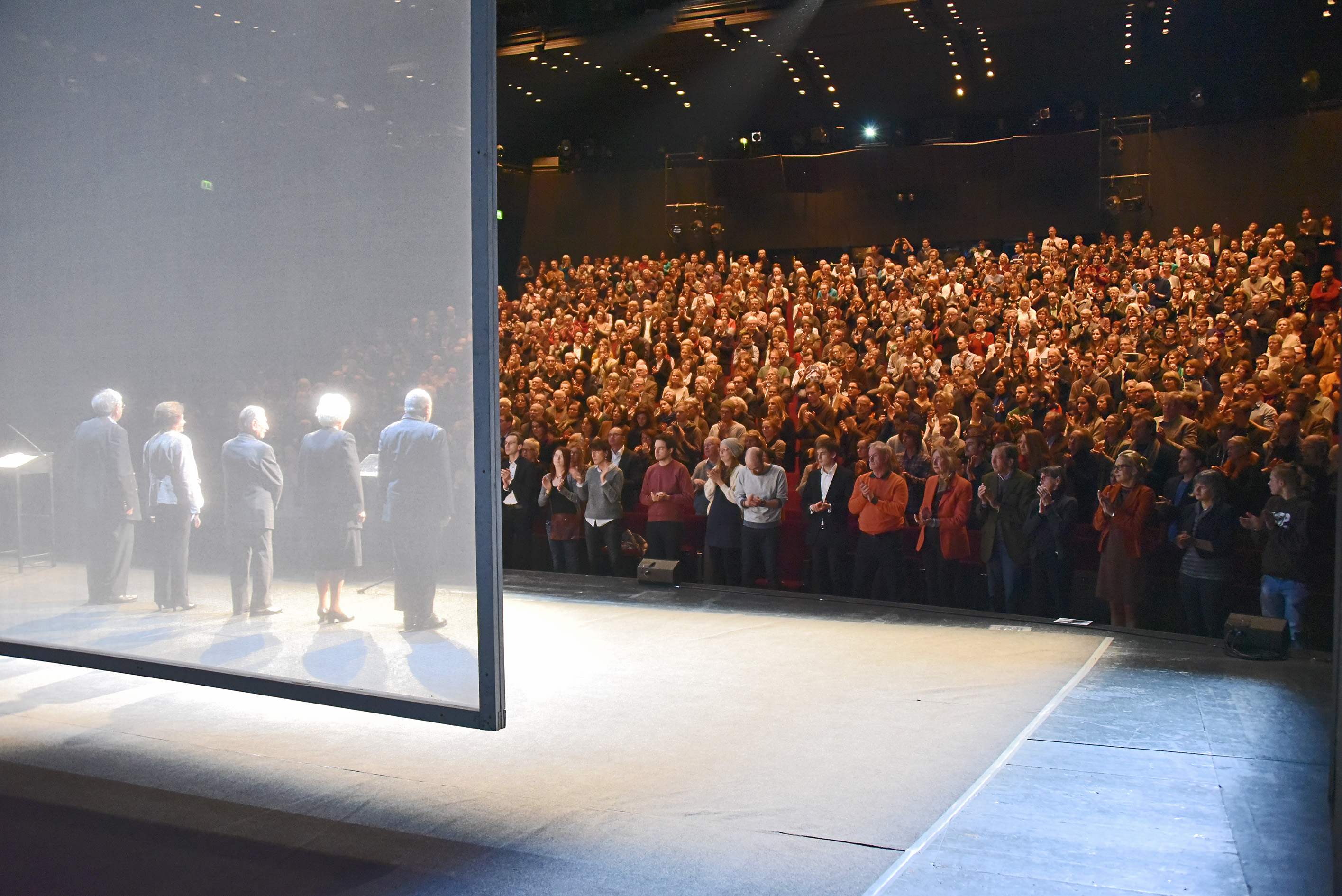
Applausi per Gli ultimi testimoni allo Schauspiel Frankfurt

Gli ultimi testimoni (titolo originale in tedesco: Die letzten Zeugen) è un progetto di testimonianza sulla Shoah elaborato per il Burgtheater di Vienna da Doron Rabinovici e Matthias Hartmann, dove le memorie di sei sopravvissuti all'Olocausto vengono lette, in loro stessa presenza, da attori del Burgtheater. Verso la fine dello spettacolo sono però gli stessi anziani testimoni a prendere la parola. Nella seconda parte della serata, poi, il foyer è articolato in tre spazi, in ognuno dei quali il pubblico ha modo di confrontarsi con una coppia di testimoni, rivolgendo loro domande.
La prima ha avuto luogo il 20 ottobre 2013 in occasione del 75º anniversario della Notte dei Cristalli (9-10 novembre 1938). La produzione è stata invitata al festival teatrale Berliner Theatertreffen nel 2014, allo Staatsschauspiel di Dresda, al Deutsches Schauspielhaus di Amburgo, al Landestheater di Salisburgo e, nel 2015, allo Schauspiel Frankfurt.

## Le testimonianze
“Dimenticare ciò che accadde significa volerli cancellare una seconda volta”. “Molti sopravvissuti riuscirono a parlare di ciò che avevano dovuto sopportare solo dopo decenni, inizialmente rimasero inascoltati”.
Doron Rabinovici: “l'idea di portare in scena dei testimoni della Shoah me l'ha presentata il direttore del Burgtheater, Matthias Hartmann. Ho scelto, così, sette persone: mia madre, quindi Vilma Neuwirth, che come figlia di un cosiddetto “matrimonio misto” poté sopravvivere a Vienna, seppur con la stella di Davide, Marko Feingold, Lucia Heilman, che a Vienna rimase nascosta, Rudi Gelbard, sopravvissuto a Theresienstadt, e Ari Rath, con una storia completamente diversa. Rappresenta, infatti, tutti coloro che sono vissuto i drammatici avvenimenti del 1938 e poi sono riusciti a fuggire. Poi Ceija Stojka, che purtroppo nel corso del progetto è venuta a mancare, ma il cui ricordo è molto forte, perché volevo includere anche il destino dei rom.
La struttura del progetto
Il progetto si configura come una forma ibrida di teatro documentario, lettura scenica e omaggio. La forte presenza fisica dell'età e del destino dei sopravvissuti alla Shoah da un lato e, dall'altro, l'autenticità del loro racconto conducono l'ascoltatore, che al tempo stesso è spettatore per via della proiezione su uno schermo dei volti dei testimoni durante la rappresentazione stessa e di fotografie storiche, a un processo catartico. La sobrietà e l'asciuttezza della sceneggiatura rafforzano sia l'orrore sulle vicende storiche sia l'impressione individuale di assistere a un'esperienza del sublime.
Al tempo stesso hanno luogo processi di identificazione con le vittime, le quali, in quanto sopravvissute, hanno sfidato il potere del Nazionalsocialismo. Sono quindi testimoni viventi del fatto che si possa sopravvivere, sconfiggere e abbattere anche il regime totalitarista per eccellenza. L'idealizzazione implicita delle vittime del nazismo rafforza e accelera, pubblico dello spettacolo, la costituzione di una comunità di resistenza. Questo effetto è sicuramente corroborato dall'aura del Burgtheater come teatro nazionale austriaco, dal momento che già il concetto di Nazione Austriaca sembra racchiudere virtualmente l'opposizione ai nazionalismi popolari, razzisti o linguistici. A tal proposito, non deve essere affatto sottovalutata la forza politica simbolica assunta dagli inviti a Berlino, Dresda e Amburgo, tanto più che sottolinea e internazionalizza la portata antifascista del progetto.

## La struttura dello spettacolo
La serata consta di due fasi: sul grande palcoscenico del Burgtheater vengono dapprima letti, in loro presenza, i testi dei testimoni, che infine prendono la parola. Questa parte dura circa due ore. Dopo un intervallo di venti minuti, nel primo e secondo Pausenfoyer e nel Blaues Foyer, hanno luogo, con l'aiuto di un moderatore, tre dibattiti con i testimoni, tre coppie formate da un uomo e una donna, nel corso dei quali gli spettatori possono porgere loro domande.

### Prima parte
“La struttura dello spettacolo, pensata da Hartmann stesso, presenta una coreografia ben precisa: i testimoni sono seduti in fila, rivolti verso il pubblico, dietro pannelli velati sui quali vengono proiettati in tempo reale un primo piano dei loro volti e delle foto storiche. Più avanti, sulla destra, gli attori Mavie Hörbiger, Dörte Lyssewski, Peter Knaack e Daniel Sträßer aspettano il proprio turno per poter leggere i passi tratti delle memorie dei sopravvissuti all'Olocausto lì presenti”.
“Con l'11 marzo 1938, il giorno in cui è andato in onda alla radio il discorso di Schuschnigg, qualcosa è crollato: quasi come se le persone, su comando, avessero abbandonato i vincoli della civilizzazione, cominciarono a vessare i loro concittadini ebrei. I vicini di casa vengono costretti a inginocchiarsi a pulire le strade. Lucia Heilman, all'epoca ancora una bambina, confessa che le grida dei Volksgenossen, “compagni del popolo” sostenitori di Hitler, al Wiener Heldenplatz la terrorizzarono”. “Nello spazio intermedio dietro lo schermo siede una donna che prende appunti su un grande rotolo di carta che alla fine, dopo due ore di testimonianze, è diventato molto lungo. Il momento della scrittura, dettaglio essenziale di una serata toccante, viene proiettato anch'esso sullo schermo. Il terrore del Nazismo, lo sterminio degli ebrei, dei rom e di tutti gli altri viene ancora messo a verbale. Nessun nome deve essere dimenticato”.
“La serata organizzata da Hartmann è sempre sobria e limitata all'essenziale”. “In questa serata molte storie toccano gli abissi umani, raccontano di pura voglia di uccidere, di un sadismo becero che si compiaceva, ad esempio, a costringere rabbini chassidici a esercizi di ginnastica in vetrina, fino allo svenimento. Ma questo era solo l'inizio. Nel 1941 iniziarono le deportazioni degli ebrei nei campi di concentramento”. “I luoghi di questi avvenimenti tragici cambiano a ritmo vertiginoso […]. La bestialità della massa austriaca viene alimentata dalla sistematica politica nazista del terrore e dell'espropriazione. Gli ebrei vengono ammassati in abitazioni comuni. Il loro sentire è impostato su una “paura inimmaginabile”. Molti si tolgono la vita. Nelle discussioni su dove sarebbero potuti emigrare alcuni perdono l'occasione di partire”. “Ma c'è stato anche dell'altro. Persone che hanno aiutato, come quell'artigiano di Vienna che ha nascosto Lucie Heilman fino alla fine della guerra, o tutte quelle persone sconosciute, che compaiono solo brevemente, ma che hanno salvato una vita”. “Questi testimoni hanno messo il loro destino anche per iscritto, evidentemente non sono stati sopraffatti dal peso della loro storia. Un tratto che apparentemente li accomuna tutti sembra essere la fiducia, nonostante i ricordi di alcune vittime siano paradossalmente legati a sensi di colpa”.
“Momenti molto toccanti sono quando, alla fine della serata, gli attori accompagnano uno dopo l'altroi protagonisti lungo il palcoscenico verso il pubblico”. “La settima testimone, la rom Ceija Stoja, è morta nel gennaio 2013. Per questa graduale scomparsa dei testimoni Hartmann ha trovato una metafora teatrale per: ogni sopravvissuto si alza e se ne va quando termina la sua storia. Rimangono solo le sedie vuote. ‘Il palcoscenico è una cornice estetica. Ma attraverso l'estetizzazione la verità può anche essere celata'”. Così nelle parole di Hartmann il difficile equilibrio del suo progetto. “Nell'arco di due ore si intrecciano in un unico racconto storie di crudeltà disumana, di assassinii, ma talvolta anche di incredibile fortuna”. “La serata si conclude in silenzio, ecco che tutte le sedie sono rimanste vuote. Alla fine tutti tornano sul palco, standing ovation”.

### Seconda parte
“È impressionante come gli stessi sopravvissuti, dopo due ore di spettacolo e un breve intervallo, prendano loro stessi la parola nei foyer del Burgtheater. Sono vivaci, brillanti, tra loro diversi. Quando il pubblico si accalca, pone domande e, ad esempio, Rudolf Gelbard lascia trapelare il suo umore nero e la sua mente acuta. Eccoli là, inossidabili, questi vecchi signori, e giovani”. “Un'ombra, tuttavia, rimane: dopo la rappresentazione, nella seconda parte del progetto, Rabinovici e Hartmann lasciano la parola al pubblico. Il risultato: una serie die domande penose che sarebbe stato meglio risparmiare agli spettatori e anche ai sopravvissuti”. “Una volta Suzanne-Lucienne Rabinovici in una delle discussioni nei foyer ha detto: ‘Non dimenticateci! Raccontatelo ancora!'”.

## I libretti
Il vero e proprio programma (1, 60 pagine) comprende, oltre alla lista dei collaboratori e alle biografie dei testimoni, tre contributi di Doron Rabinovici e uno die Raphael Grass. In copertina una citazione di Rudolf Gelbard, sul retro la foto della sinagoga della Große Schiffgasse 8 in fiamme (8 novembre 1938).
Il libretto dello spettacolo (2, 84 pagine) contiene il testo completo della produzione per lo spettacolo, due fotografie dei testimoni sul palco del Burgtheater scattate da Reinhard Werner, nonché, come postfazione un contributo di Ruth Klüger e uno di Anton Pelinka. Entrambi i saggi sono tratti da Was bleibt von der Shoah? a cura di Maria Halmer, Anton Pelinka e Karl Semlitisch (Braumüller, 2012).
I programmi quindi contengono i seguenti testi:
- Raphael Gross: Das Ende der deutsch-jüdischen Epoche (‘la fine dell'epoca giudeotedesca'), 1, 37–41
- Ruth Klüger: Über den Holocaust, die Kinder und die menschliche Freiheit (‘Sull'olocausto, i bambini e l'umanalibertà'), 2, 57–66
- Anton Pelinka: Die Wahrnehmung der Shoah in Österreich (‘La percezione della Shoah in Austria’) , 2, 66–78
- Doron Rabinovici: Novemberpogrom (‘Il pogrom di novembre’), 1, 26–31
- Doron Rabinovici: Der März begann im Februar. Zu Österreichs Anteil an der Shoah (‘Marzo cominciò a febbraio – sulla partecipazione dell'Austria alla Shoah'), 1, 32–36
- Doron Rabinovici: Nach Wilna. Eine Familienreise in die Erinnerung (‘Vilnius: Viaggio di famiglia nella memoria'), 1, 42–56

## Risonanza
“La messa in scena precisa e sensibile tocca nel profondo il pubblico del Burgtheater, che ha fatto il tutto esaurito”. “Quando alla fine tutti si sono alzati in piedi per un applauso incessante”, “standing ovation; il Burgtheater sembra quasi non smettere di volere applaudire. Alla luce delle due ore appena trascorse un momento quasi sorprendente,”. A proposito della serata del 26 gennaio 2014: “L'applauso per i sei testimoni è durato così a lungo”. Anche il 15 e il 19 marzo 2014, così come l'8 maggio 2014, ci sono state lunghe standing ovation.
Anche i giudizi della critica sono stati entusiasti: “Una serata emozionante, che scuote, lontana dalla facile teatralità lacrimosa” (Deutschlandfunk). “La sobrietà di questa messa in scena ha messo compiutamente in risalto la potenza del racconto” (Neu Zürcher Zeitung). “Il Burgtheater non sarebbe il teatro nazionale se gli austriaci non potessero impararvi qualcosa su loro stessi. La serata è quindi anche un esercizio catartico cui il pubblico partecipa con il fiato sospeso” (Die Welt). “Una grande serata, brillante, da non perdere” (Der Standard). “Particolarmente commoventi sono stati i ricordi legati alla paura di morire e agli atti vili, a piccoli e grandi atti eroici, all'intreccio di coraggio e fortuna, destino e caso, necessari per riuscire a sfuggire alla morte. Storie terribili che toglievano in continuazione il respiro” (oe24.at). Una “serata della memoria toccante” (Der neue Merker). “Ce ne stiamo seduti sulle poltroncine, ma presto vorremmo gridare” (Nachkritik).
Nonostante inizialmente fossero state programmate solo cinque serate, per via della forte risonanza del progetto e per far fronte alla crescente richiesta del pubblico nel ciclo iniziale ne sono state inserite altre tre (21 novembre e 5 dicembre 2013, 15 marzo 2014) e il ciclo stesso è stato prolungato di quattro serate.

## Riferimenti attuali
Pochi giorni dopo che nel complesso della Hofburg, visibile dal Burgtheater, si era tenuto il controverso Ballo degli accademici (Akademikerball), organizzato dal partito nazionalista FPÖ e a cui presero parte anche associazioni di estrema destra, quando buona parte del centro venne chiusa, Ari Rath decise di cambiare il suo discorso finale sul palco:
“Venerdì sera delle associazioni di estrema destra, sotto il patronato del sig. Strache, e protetti da 2000 poliziotti provenienti da tutti i Lānder, hanno nuovamente partecipato al cosiddetto Akademikerball nella Hofburg. Non vogliono imparare dalla storia oscura di questo Paese. La serpe del razzismo, della xenofobia e del nazionalismo di destra si è risvegliata minacciosa. Siete qui con noi, gli ultimi testimoni, già per la settima volta, ma il pericolo là fuori non è ancora domato”.
– Ari Rath: Sul palco del Burgtheater, 26. Gennaio 2014. Da note di Tessa Szyszkowitz.
Tessa Szyszkowitz sintetizza così: “Così, 75 anni dopo l'Anschluß, nell'inverno del 2014 il degno omaggio degli ultimi testimoni nel Burgtheater e dirimpetto nella Hofburg l'indegno ballo delle associazioni di estrema destra. Né l'una né l'altra espressione dell'Austria sparirà presto, è ovvio. Al Burgtheater affluiscono molti giovani. Durante il dibattito nel foyer una studentessa di psichiatria ha chiesto come “si possa tornare a una vita normale dopo esperienze di questo tipo” e Vilma Neuwirth ha risposto: “Ho passato sette anni a chiedermi cosa avrei fatto se fossi sopravvissuta. E da allora continuo a chiedermelo”.

## Berliner Theatertreffen
Il 2 febbraio 2014 la giuria del Berliner Theatertreffen tra 395 spettacoli dell'intera area germanofona ne ha selezionato 10 da invitare a Berlino; tra questi anche Die letzten Zeugen:
“Sei sopravvissuti all'Olocausto siedono sul palco, in silenzio, dietro un velo sul quale vengono proiettati i loro volti solo in apparenza calmi, mentre quattro giovani attori leggono le loro storie di vita e di dolore. Vengono proiettate fotografie delle Vienna degli anni '30 del '900: masse che acclamano i nazisti, immagini dai campi di concentramento, cadaveri e dispersi, infine scene della liberazione. Le donne e gli uomini hanno tra gli 80 e i 100 anni. Alla fine del racconto della loro storia si fanno avanti sul palco e pronunciano parole molto personali. Lo spettacolo messo in scena a Vienna è molto sobrio, rinuncia a effetti teatrali scontati, è narrativo, nell'accezione migliore del termine. Non ha perciò nulla a che vedere con quei diligenti contorsionismi memoriali che mirano a un coinvolgimento emotivo automatico. Die letzten Zeugen è un documento (teatrale) convincente, ma anche delicato",
Berliner Theatertreffen: Giudizio della giuria.